# Dominique Persoone
Dominique Persoone (Brugge, 24 september 1968) is een Belgisch chocolatier. Hij verwierf bekendheid door zijn pralines en chocoladeconcepten.

## Carrière
Dominique Persoone begon zijn carrière in hotelschool Ter Groene Poorte in Brugge, waar hij een koksopleiding volgde. Zijn passie voor chocolade groeide toen hij samenwerkte met de beroemde chocolatiers Pierre Hermé en Pascal Brunstein.
Persoone maakt naast traditionele pralines ook bonbons met nieuwe smaakcombinaties.
Hij werd eveneens bekend met zijn chocoladesnuifmachine, de chocolate shooter, die hij ontwikkelde voor de verjaardagsparty van Rolling Stone Ron Wood en Charlie Watts. Persoone bedacht heel wat creaties rond chocolade, zoals chocoladelippenstift, chocoladeverf en chocolademassagecrème.
Dominique Persoone is lid van The Fat Duck think tank, de creatieve denktank van Heston Blumenthal, chef van het op twee na beste restaurant - volgens Restaurant Magazine in 2010 - in de wereld. Hij werkt ook nauw samen met Albert Adrià, chef van het op een na beste restaurant ter wereld, El bulli. Daarnaast is hij ook voorzitter van de Gilde van de Brugse Chocolatiers. Wegens zijn kennis van chocolade en zijn creativiteit wordt hij vaak door nationale en internationale media uitgenodigd om te praten over chocolade. Zo was hij te gast in de Vlaamse tv-programma's Villa Vanthilt, Volt en De zevende dag. Hij verzorgt demonstraties over de hele wereld, zoals op het gastronomische congres, Starchefs, in de VS en The Flemish primitives, in België.
In 2009 won Dominique met zijn boek Cacao: de chocolade route de prijs Gourmand Cookbook Award The best chocolate book of the world.
Op het digitaal televisiekanaal Njam! heeft Persoone een eigen tv-programma.
Sinds 2012 heeft Dominique Persoone in Mexico een eigen cacaoplantage van 3,4 hectare grond waarop hij zijn eigen cacaobomen kweekt. In 2019 begon hij met een werkgelegenheidsproject in Kivu in Congo. Hij zal er in het nationale park Virunga op vraag van landgenoot Emmanuel de Merode een chocoladefabriek opzetten met als doel banen te scheppen en de lokale armoede te doen dalen - gewoonlijk wordt de cacao in het buitenland verwerkt tot chocolade. De opbrengst van de chocolade gaat naar de bevolking en het park.
Sinds 2014 zet hij zich in voor de Week van de bij om het belang van bijen en bloemen onder de aandacht te brengen. In 2019 voer hij samen met vijf andere bekende Vlamingen de Atlantische Oceaan over voor het tv-programma Over de oceaan. Dit programma werd in 2020-2021 uitgezonden op Play4. In 2022 nam hij deel aan De Verraders op VTM.

## The Chocolate Line

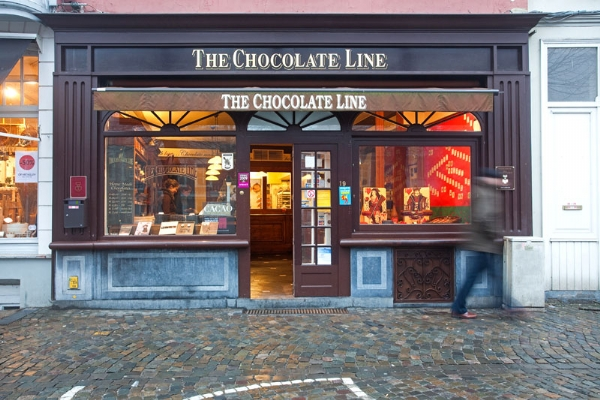
The Chocolate Line in Brugge

Persoone en zijn vrouw Fabienne De Staerke openden  The Chocolate Line op het Simon Stevinplein in Brugge in 1992. Hun chocolaterie biedt pralines met traditionele smaken zoals hazelnoot, maar ook met nieuwere smaken zoals bloemkool, basilicum en zwarte olijven. Door hun kwaliteit en creativiteit werd de winkel in 2004 opgenomen in de Michelingids. Tegenwoordig zijn er slechts drie chocoladewinkels die deze eer toekomt. In 2010 openden Persoone en De Staerke een tweede winkel in het Paleis op de Meir in Antwerpen.
The Chocolate Line maakt(e) pralines voor verschillende toprestaurants zoals Hof van Cleve, Oud Sluis en Hertog Jan.
In 2022 won Persoone samen met zijn zoon Julius de titel van Vlaams chocolatier van het jaar 2023 van Gault&Milau.